# San Francisco, Xochitepec
San Francisco är en ort i Mexiko.   Den ligger i kommunen Xochitepec och delstaten Morelos, i den sydöstra delen av landet, 70 km söder om huvudstaden Mexico City. San Francisco ligger 1 181 meter över havet och antalet invånare är 185.
Terrängen runt San Francisco är kuperad österut, men västerut är den platt. Runt San Francisco är det tätbefolkat, med 591 invånare per kvadratkilometer. Närmaste större samhälle är Cuernavaca, 15,8 km norr om San Francisco. I omgivningarna runt San Francisco växer huvudsakligen savannskog.